# Aleisanthiopsis
Aleisanthiopsis, biljni rod iz porodice broćevki, dio tribusa Aleisanthieae. Sastoji se od dvije priznate vrste koje rastu po otoku Borneu.
Rod je opisan 1996./[1997.]

## Vrste
1. Aleisanthiopsis distantiflora (Merr.) Tange
2. Aleisanthiopsis multiflora Tange